# Csögle, Veszprém
Csögle  este un sat în districtul Devecser, județul Veszprém, Ungaria, având o populație de 688 de locuitori (2011). 

## Demografie
Componența etnică a satului Csögle
     Maghiari (96,5%)
     Romi (3,5%)
Componența confesională a satului Csögle
     Reformați (39,1%)
     Romano-catolici (19,04%)
     Luterani (7,85%)
     Fără religie (4,65%)
     Necunoscută (29,36%)
Conform recensământului din 2011, satul Csögle avea 688 de locuitori. Din punct de vedere etnic, majoritatea locuitorilor (96,5%) erau maghiari, cu o minoritate de romi (3,5%). Nu există o religie majoritară, locuitorii fiind reformați (39,1%), romano-catolici (19,04%), luterani (7,85%) și persoane fără religie (4,65%). Pentru 29,36% din locuitori nu este cunoscută apartenența confesională.